# Piżmian
Piżmian (Abelmoschus) – rodzaj roślin z rodziny ślazowatych (Malvaceae). Obejmuje 15 gatunków występujących w tropikach Afryki i Azji. Niektóre gatunki, np. piżmian jadalny (A. esculentus) i piżmian właściwy (A. moschatus) uprawiane są jako rośliny ozdobne i jadalne. 

## Systematyka
Pozycja systematyczna według APweb (aktualizowany system APG IV z 2016)
Rodzaj z plemienia Hibisceae z podrodziny Malvoideae z rodziny ślazowatych (Malvaceae). Czasem ujmowany w ramach rodzaju ketmia (Hibiscus).
Wykaz gatunków
- Abelmoschus angulosus Wall. ex Wight & Arn.
- Abelmoschus crinitus Wall.
- Abelmoschus esculentus (L.) Moench – piżmian jadalny
- Abelmoschus ficulneus (L.) Wight & Arn.
- Abelmoschus hostilis (Wall. ex Mast.) M.S.Khan & M.S.Hussain
- Abelmoschus magnificus Wall.
- Abelmoschus manihot (L.) Medik.
- Abelmoschus moschatus Medik. – piżmian właściwy
- Abelmoschus muliensis K.M.Feng
- Abelmoschus sagittifolius (Kurz) Merr.